# Peter Prell
Peter Prell (* 18. Februar 1941 in Langendorf) war Fußballspieler und Fußballtrainer im DDR-Fußballspielbetrieb. Für den SC Fortschritt Weißenfels und die BSG Stahl Riesa spielte er in der DDR-Oberliga, der höchsten ostdeutschen Spielklasse.

## Sportliche Laufbahn

### Fußballspieler
In seiner heimatlichen Betriebssportgemeinschaft (BSG) Traktor Langendorf begann Prell mit acht Jahren organisiert Fußball zu spielen. In der Saison 1959 bestritt Prell als 17-Jähriger bereits seine ersten Oberligaspiele für den SC Fortschritt Weißenfels. Nach der Saison 1960 stieg er mit dem SC Fortschritt, nachdem er insgesamt 28 Spiele in der Oberliga bestritten hatte, in die DDR-Liga ab. Dort spielte er weitere drei Spielzeiten für Weißenfels. 
Zur Saison 1964/65 wechselte Prell zum Liga-Konkurrenten BSG Stahl Riesa. Dort blieb er zunächst für zwei Spielzeiten, danach schloss er sich im Sommer 1966 dem Oberliga-Absteiger FC Rot-Weiß Erfurt an. Mit nur sieben Punktspieleinsätzen und drei Toren hatte er Anteil an der sofortigen Rückkehr der Erfurter in die Oberliga. Die Oberligasaison 1967/68 fand jedoch ohne Prell statt, er wurde nur in der DDR-Liga-Mannschaft Rot-Weiß II eingesetzt. 
Anfang 1968 kehrte Prell zur BSG Stahl Riesa zurück und war dort mit sieben Einsätzen und einem Tor ebenfalls am Oberligaaufstieg beteiligt. In den folgenden drei Spielzeiten konnte er sich in der Oberliga behaupten. Nachdem er in der Hinrunde 1968/69 nur zwei Erstligaeinsätze hatte, bestritt er in der Rückrunde neun von dreizehn Punktspielen, in denen er in der Regel im Mittelfeld spielte. In der Saison 1969/70 etablierte er sich in 23 Oberligaeinsätzen auf der rechten Abwehrposition. Dort spielte Prell auch während der Hinrunde 1970/71, in der er alle 13 Punktspiele absolvierte. Im Frühjahr 1971 kam er nur noch am 15. und 18. Spieltag als Mittelfeldspieler zum Einsatz, danach beendete er seine Laufbahn als Oberligaspieler. 

### Fußballtrainer
Ab 1972 begann Prell als Trainer zu arbeiten. Er blieb zunächst bei Stahl Riesa und trainierte dort die Juniorenmannschaft. Zur Saison 1974 übernahm er das Training des DDR-Ligisten BSG Aktivist Schwarze Pumpe. Nachdem er zwischen 1982 und 1984 mit der Mannschaft dreimal Platz zwei erreicht hatte, wechselte er Anfang 1986 zum abstiegsbedrohten Ligakonkurrenten BSG Aktivist Brieske Senftenberg, konnte aber in der restlichen Spielzeit den Abstieg nicht mehr verhindern. Es gelang ihm jedoch, die Senftenberger binnen eines Jahres wieder in die DDR-Liga zu führen. Nach einem überraschenden 5. Platz 1987/88 stieg Senftenberg ein Jahr später unter Prells Leitung erneut in die drittklassige Bezirksliga ab. Daraufhin kehrte Prell zu Aktivist Schwarze Pumpe zurück, erreichte mit Schwarze Pumpe 1989/90 in der DDR-Liga Platz fünf und führte die Mannschaft 1991 nach der Umstrukturierung in den FSV Hoyerswerda in die neu gegründete Oberliga Nordost. Nach einer mehrjährigen Unterbrechung war Prell um 1996 noch einmal Trainer des FSV.